# Hellin de Wavrin
Hellin de Wavrin (mort le 14 avril 1191, Saint-Jean d’Acre, Palestine) était un sénéchal de Flandre et un croisé. Il est issu de la Maison de Wavrin.

## Biographie
Hellin de Wavrin hérite de son père, Roger III, décédé vers 1169, de la seigneurie de Wavrin et de Saint-Venant et lui succède comme sénéchal du comte de Flandre.

Bien que ses fonctions soient essentiellement civiles, Hellin prend régulièrement les armes pour son suzerain, Philippe d’Alsace, comte de Flandre. Ainsi, en 1173, Hellin prend les armes, Philippe d’Alsace ayant été appelé par le roi de France, Louis VII, dit Louis-le-Jeune. À une autre occasion, en 1181, Hellin, à la tête de chevaliers flamands, parcourt la campagne contre le roi de France, répandant la terreur au loin. Il fait un grand nombre de prisonniers et jette l’épouvante jusque dans Paris. On le retrouve également, à diverses occasions, se battant contre le comte de Hainaut.

En 1190, avec deux de ses plus jeunes frères, Roger, évêque de Cambrai, et Robert, Hellin accompagne Philippe d’Alsace, comte de Flandre, lors de la troisième croisade. Cette croisade désastreuse pour la Flandre voit la mort sans descendance du comte de Flandre. Philippe Auguste, roi de France, cherche à mettre la main sur la Flandre.

Hellin de Wavrin et son frère Roger, évêque de Cambrai, meurent de maladie pendant le siège de Saint-Jean d’Acre. Robert de Wavrin, seul survivant des trois frères présents au siège, sera renvoyé en Flandre par le roi Philippe Auguste pour sécuriser le comté de Flandre.

Hellin aurait eu deux épouses légitimes en même temps : Torsella d’Arras et Sibylle, dame de Lillers et de Saint-Venant. La seconde épouse citée a survécu à Hellin. Elle est alors présentée dans les chartes comme la mère de Robert qui succéda à Hellin au sénéchalat du comte de Flandre.